# Lake Annean
Der Lake Annean (auch Anneen Lake, oder (eigentlich falsch): Nannine Lake) ist ein Salzsee im Westen des australischen Bundesstaates Western Australia. Er ist im Directory of Important Wetlands in Australia (DIWA) gelistet.
Der See liegt ca. 40 km südwestlich von Meekatharra. Er besitzt eine Fläche von ca. 320 km² und hat die Form eines Rechtecks, dessen lange Seite in Nordwestrichtung ausgerichtet ist, mit zwei verlängerten Armen. Der dünnere Arm, eigentlich ein anastomosisches Netzwerk von Zuflüssen, erstreckt sich fast bis nach Meekatharra nach Norden. Von dort und von einigen kleineren Bächen im Westen und Norden erhält der See seinen Zufluss. Der Abfluss befindet sich am anderen Arm am Westende des Sees, aus dem der Hope River hervorgeht. Allerdings kommt nur nach starken Regenfällen Wasser aus dem See direkt in den Fluss. Ein niedriger Unterwassergebirgszug teilt den See fast in zwei Teile. Heute verläuft der Great Northern Highway entlang dieses Gebirgszuges.
Der Lake Annean ist seicht und besitzt viele Inseln und Halbinseln. Einige Teile des Sees sind immer mit Wasser gefüllt, aber nur nach starken Regenfällen im Sommer oder Herbst ist der ganze See voll. Dies kommt nur alle 5–10 Jahre vor.
Der Salzsee ist einer der wichtigsten Brutplätze für die Lachseeschwalbe (Gelochelidon nilotica) und die Weißbart-Seeschwalbe (Chilodonias hybridus) in Western Australia. Auch für andere Wasservögel ist er ein wichtiges Schutzgebiet, da das nächstgelegene Feuchtgebiet, der Wooleen Lake fast 200 km entfernt liegt.
Die Geisterstadt Nannine liegt am Nordufer des Lake Annean. Zu Zeit wird der See nur noch von Anwohnern der in der Nähe gelegenen Städte und Siedlungen zum Windsurfen genutzt. Umweltgefahren sind entstehen durch die Viehweide, die Futtersuche einheimischer und eingeschleppter Wildtiere, das verbotene Abreißen von Wildblumen und die Verschmutzung durch den Highway und nahegelegene Goldminen.